# Dichosporidium
Dichosporidium — рід грибів родини Roccellaceae. Назва вперше опублікована 1903 року.

## Класифікація
До роду Dichosporidium відносять 8 видів:
- Dichosporidium boschianum
- Dichosporidium brunnthaleri
- Dichosporidium constrictum
- Dichosporidium glomeratum
- Dichosporidium latisporum
- Dichosporidium microsporum
- Dichosporidium nigrocinctum
- Dichosporidium sorediatum